# Hannes Zerbe
Hannes Zerbe (* 17. Dezember 1941 in Litzmannstadt) ist deutscher Komponist und Pianist. Er lebt in Berlin.

## Leben und Wirken
Nach einem Studium der Elektrotechnik studierte Zerbe Klavier und Komposition an den Musikhochschulen Dresden und Berlin. Seit 1969 ist er Berufsmusiker.
1985 bis 1987 war er Meisterschüler für Komposition bei Paul-Heinz Dittrich an der Akademie der Künste der DDR. Zerbe organisierte und leitete seit Ende der 1970er Jahre internationale Workshops und Tourneen in den Bereichen Jazz und improvisierte Musik.
Zerbe war Mitglied der Gruppe FEZ (mit Conny Bauer, Christoph Niemann und Peter Gröning) und des Quintetts Osiris (von Joe Sachse mit Manfred Hering, Wolfram Dix und Christoph Winckel). 1979 gründete er seine großformatige Hannes Zerbe Blech Band, mit der auch Kompositionen von Hanns Eisler aufgeführt wurden. Ab 1980 spielte er außerdem im Duo mit dem Tubisten Dietrich Unkrodt, ab 1995 im Duo mit dem Klarinettisten Jürgen Kupke. Weiterhin war Zerbe mit Schauspielern, Regisseuren und Sängern (zum Beispiel Gina Pietsch oder Lauren Newton) an Projekten beteiligt, die Musik mit Texten von Bert Brecht, Ingeborg Bachmann, Kurt Schwitters, Heiner Müller, Raymond Queneau, Erich Fried und Volker Braun kombinierte. Im Duo mit dem Saxophonisten Dirk Engelhardt improvisiert er auch zu Gedichten von Gottfried Benn.
Zerbe arbeitete mit weiteren Musikern des zeitgenössischen Jazz zusammen (unter anderem Willem Breuker, Helmut Forsthoff, Manfred Schulze, Charlie Mariano, Toto Blanke, Bernd Konrad, Klaus Koch und Gebhard Ullmann). Seit 1996 leitet er das Berliner Jazzorchester Prokopätz, das im Bigband-Format Kompositionen von Eisler, Weill, Breuker und Zerbe aufführt. Erfahrungen mit dieser Werkstattbesetzung flossen in das 2011 gegründete Hannes Zerbe Jazz Orchester ein, das mehrere Programme erarbeitete und drei Alben veröffentlichte.
Zerbe schrieb unter anderem ein Konzert für Altsaxofon und Orchester und Reflexionen zu Eislers Winterschlacht-Suite. Auch komponierte er für den Film.
Zerbe engagiert sich auch in politischen Kontexten. Er gestaltet mit seinem Ensemble und mit dem Schauspieler Rolf Becker im Kulturprogramm der Rosa-Luxemburg-Konferenz der linken Tageszeitung junge Welt die Aufführung von Das Floß der Medusa – Requiem für Che Guevara von Hans Werner Henze.

## Preise und Auszeichnungen
Zerbe erhielt den mit 15.000 € dotierten Jazzpreis Berlin 2021. 2021 wurde er außerdem mit dem Kunstpreis der LOSCON Kulturstiftung für Ostbrandenburg geehrt.

## Diskographische Hinweise
- Blech Band (Amiga 1984)
- Rondo a la Fried (BVHaast 1992)
- Ochsenkarren (1994, mit Unkrodt und der Bläservereinigung Berlin)
- Brecht: Alles wandelt sich (1991, mit Gina Pietsch (Gesang) und Jürgen Kupke (Klarinette))
- Jazzorchester Prokopätz (2005)
- Peter Hacks: Was träumt der Teufel mit Gina Pietsch (Ohreule 2009)
- Hannes Zerbe Jazz Orchester Eisleriana (JazzHausMusik 2011)
- Hannes Zerbe Jazz Orchester Erlkönig (JazzHausMusik 2013)
- Hannes Zerbe/Jazz Orchestra Berlin: Kalkutta (JazzHausMusik 2017)
- Heide Bartholomäus, Jürgen Kupke & Hannes Zerbe: Wie es war – Wie es ist. Brecht und Jazz (JazzHausMusik 2023)

## Hörspielmusik
- 1992: Heinrich Traulsen: König und Besenbinder – Regie: Peter Groeger (Kinderhörspiel – DS Kultur)

## Filmmusik
- 1971: Polizeiruf 110: Das Inserat
- 1986: Alfred
- 1987: The Time is now – Jetzt ist die Zeit
- 2004: Invisible – Illegal in Europa

## Lexigraphische Einträge
- Wolf Kampmann (Hrsg.), unter Mitarbeit von Ekkehard Jost: Reclams Jazzlexikon. Reclam, Stuttgart 2003, ISBN 3-15-010528-5.
- Jürgen Wölfer: Jazz in Deutschland. Das Lexikon. Alle Musiker und Plattenfirmen von 1920 bis heute. Hannibal, Höfen 2008, ISBN 978-3-85445-274-4.